# Isla Magaruque
Isla Magaruque, conocida también antes como Isla Santa Isabel (en portugués: Ilha Magaruque; Ilha Santa Isabel) es una isla parte del archipiélago de Bazaruto, en la costa de Mozambique. Administrativamente depende de la Provincia de Inhambane al sur de ese país africano. Se encuentra a 5,6 kilómetros al sur de la isla de Benguerra, y a 9,9 km al este de Punta Chue (Ponta Chue) en la parte continental de Mozambique.
La isla posee 2,4 km de longitud de norte a sur, y un ancho de hasta 1,0 km. Su superficie es de menos de 2 km². Es propiedad del multimillonario empresario de Zimbabue John Bredenkamp.